# Pas-de-Jeu
Pas-de-Jeu é uma comuna francesa na região administrativa da Nova Aquitânia, no departamento de Deux-Sèvres. Estende-se por uma área de 11,11 km². Em 2010 a comuna tinha 375 habitantes (densidade: 33,8 hab./km²).